# Monument au maintien de la paix

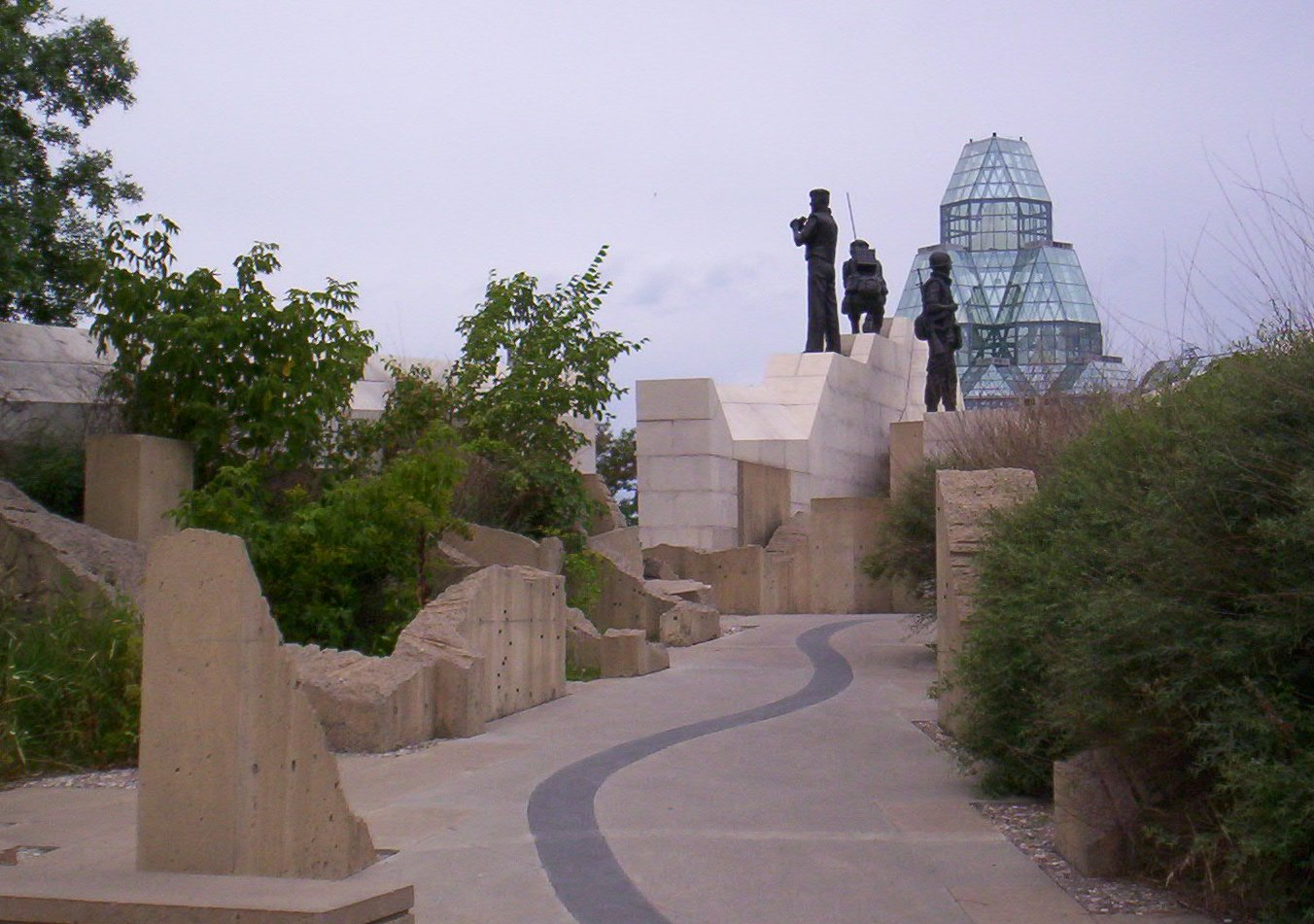
Ottawa, Monument au maintien de la paix vu du Sud-Est. Le musée des beaux-arts est visible à l'arrière-plan.

 Le monument au maintien de la paix est un monument se situant à Ottawa, la capitale du Canada. Il est dédié aux casques bleus canadiens morts et vivants.
On peut le trouver sur la promenade Sussex, à l’angle de la rue Saint-Patrick à Ottawa. Il est donc situé au Sud du musée des beaux-arts ainsi qu'au Nord de l'ambassade des États-Unis à Ottawa et du Major's Hill Park (lit. le parc de la colline du major).

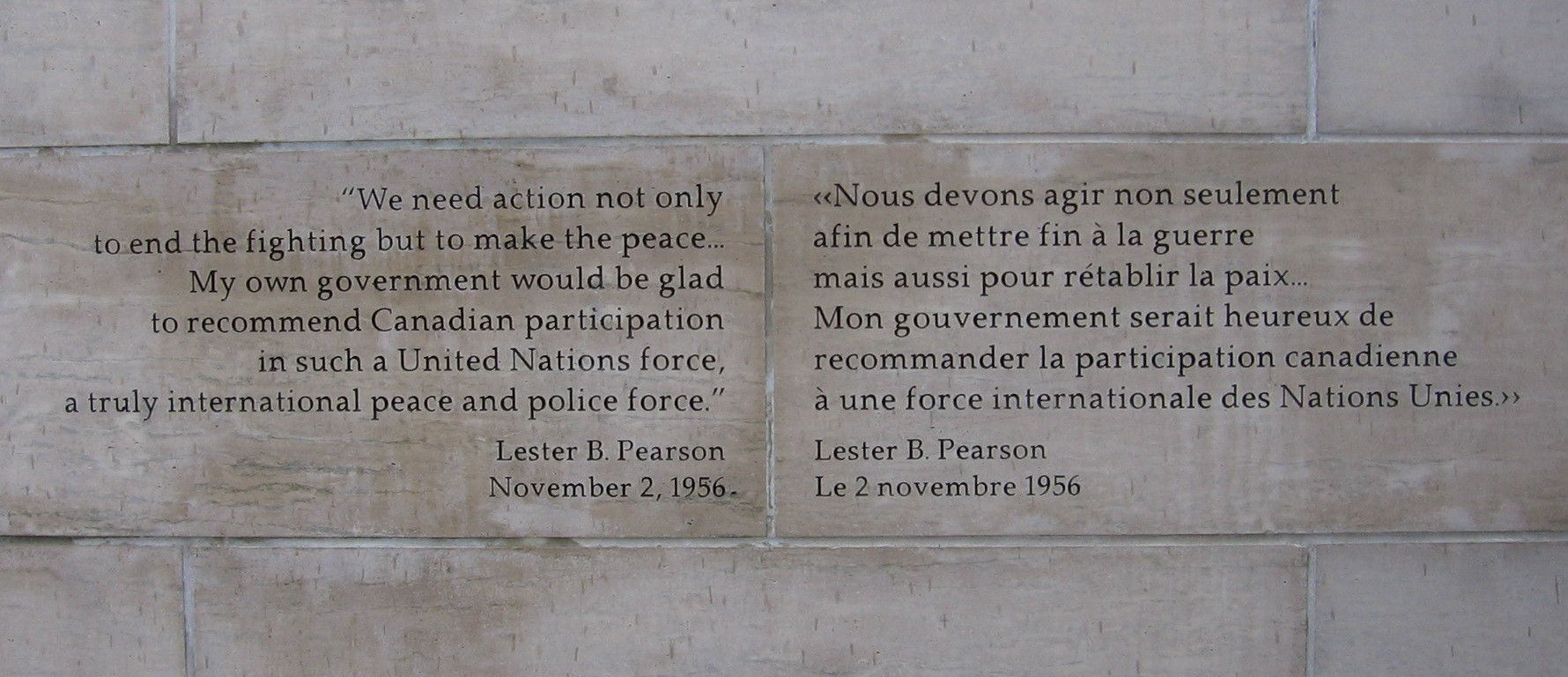
Citation de Pearson

Le monument, nommé « Réconciliation », met en scène trois gardiens de la paix — deux hommes et une femme — debout sur des arêtes en pierre émergeant des décombres, résultat de la guerre, et convergeant vers un sommet qui symbolise la résolution du conflit. Aux pieds du monument se trouvent les paroles historiques du 2 novembre 1956 dites par Lester Pearson ainsi que sa traduction française :

« Nous devons agir non seulement afin de mettre fin à la guerre mais aussi pour rétablir la paix. [...] Mon gouvernement serait heureux de recommander la participation canadienne à une force internationale des Nations unies. »

En 1995, le monument a été représenté sur le 1 $ canadien faisant ainsi à la suite de l'utilisation du monument commémoratif de guerre du Canada sur le dollar canadien de 1994.